# ZOO Antwerpen
ZOO Antwerpen is een dierentuin die behoort tot de KMDA. De dierentuin werd geopend op 21 juli 1843 en is daarmee de oudste dierentuin van België en een van de oudste dierentuinen ter wereld. De zoo ligt vlak naast het station Antwerpen-Centraal op het Koningin Astridplein in Antwerpen. In de volksmond wordt deze dierentuin ook wel 'de zoo' of 'de Zoölogie' genoemd. In 2014 vonden er 425 soorten onderdak in de zoo.
ZOO Antwerpen trekt gemiddeld één miljoen bezoekers per jaar, met een uitschieter van meer dan 1,3 miljoen in 2009. In 2012 zakte het aantal bezoekers tot 838.000, waardoor Pairi Daiza de meest bezochte Belgische dierentuin werd.

## Geschiedenis

### 19e-eeuwse stadsdierentuin

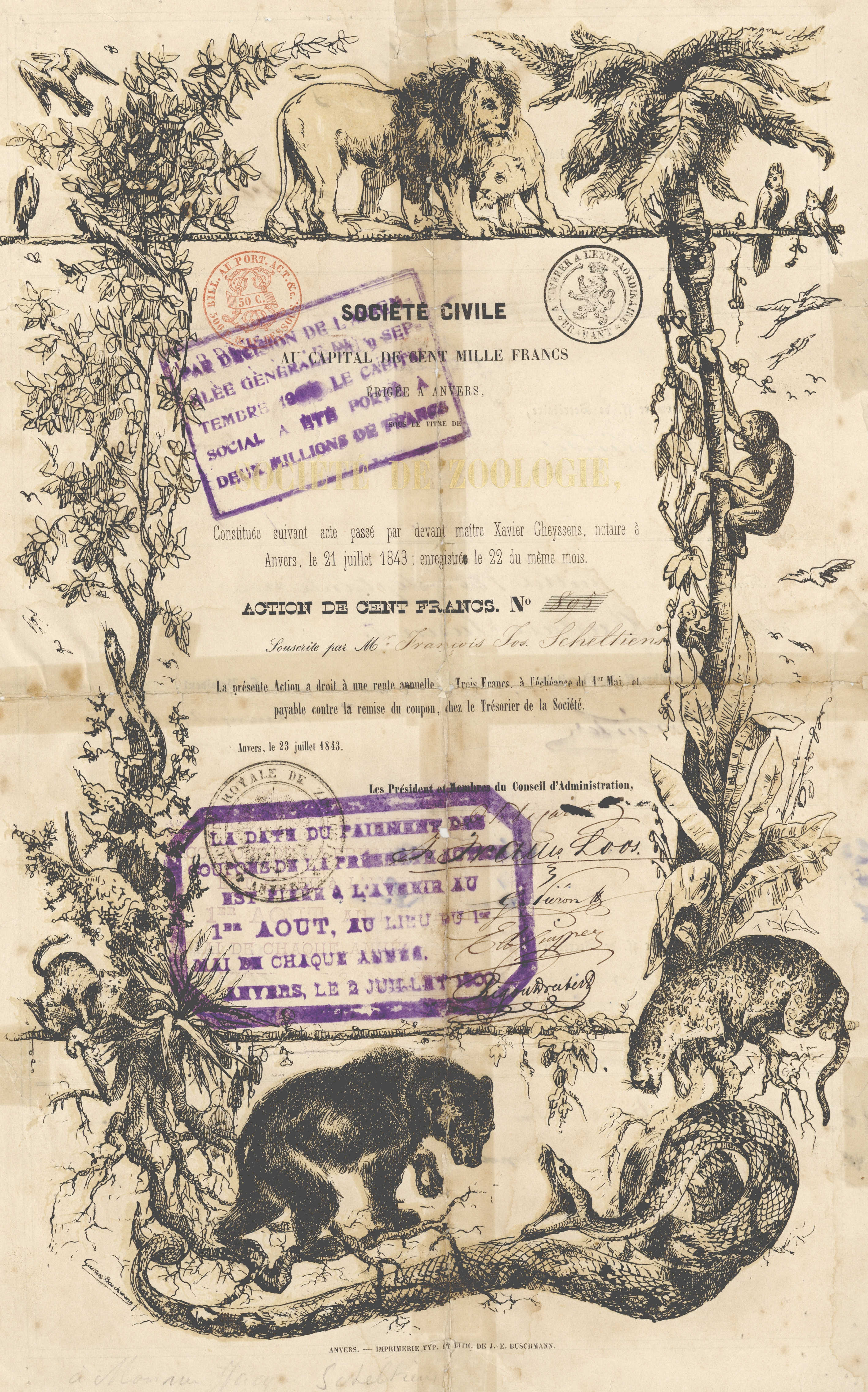
Oprichtingsaandeel van de Zoo Antwerpen gedateerd 23 juli 1843

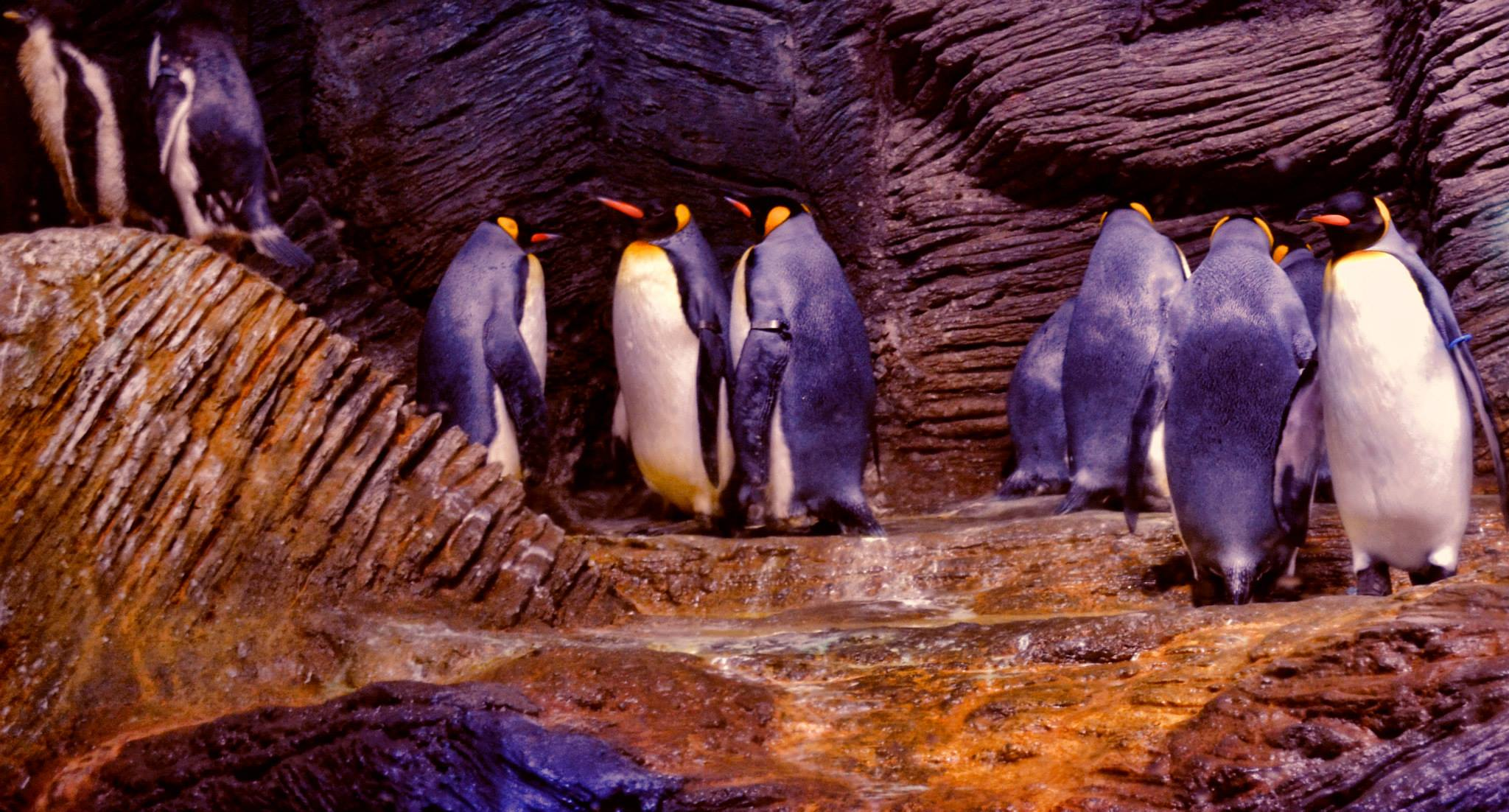
Koningspinguïns

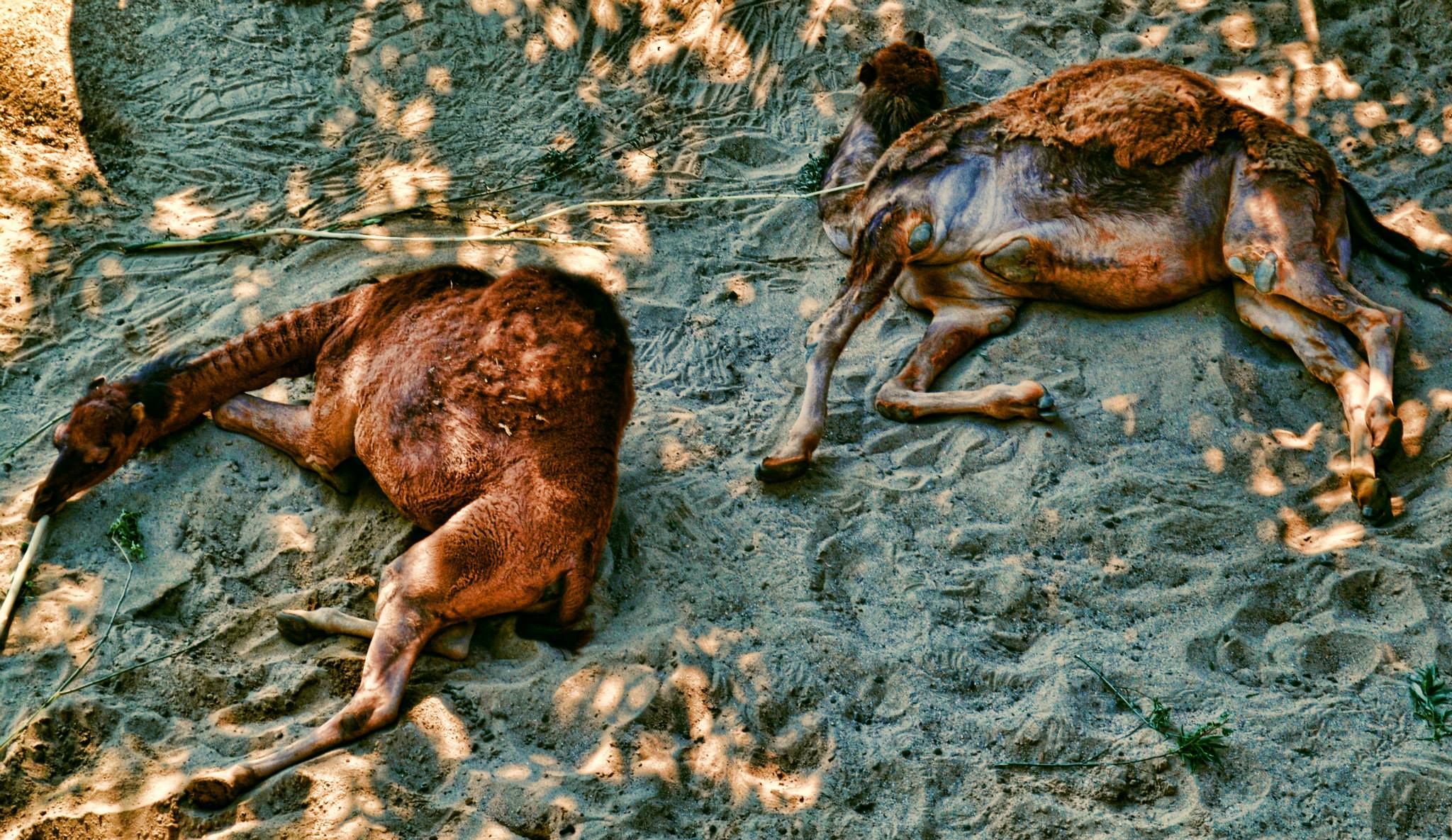
Dromedaris

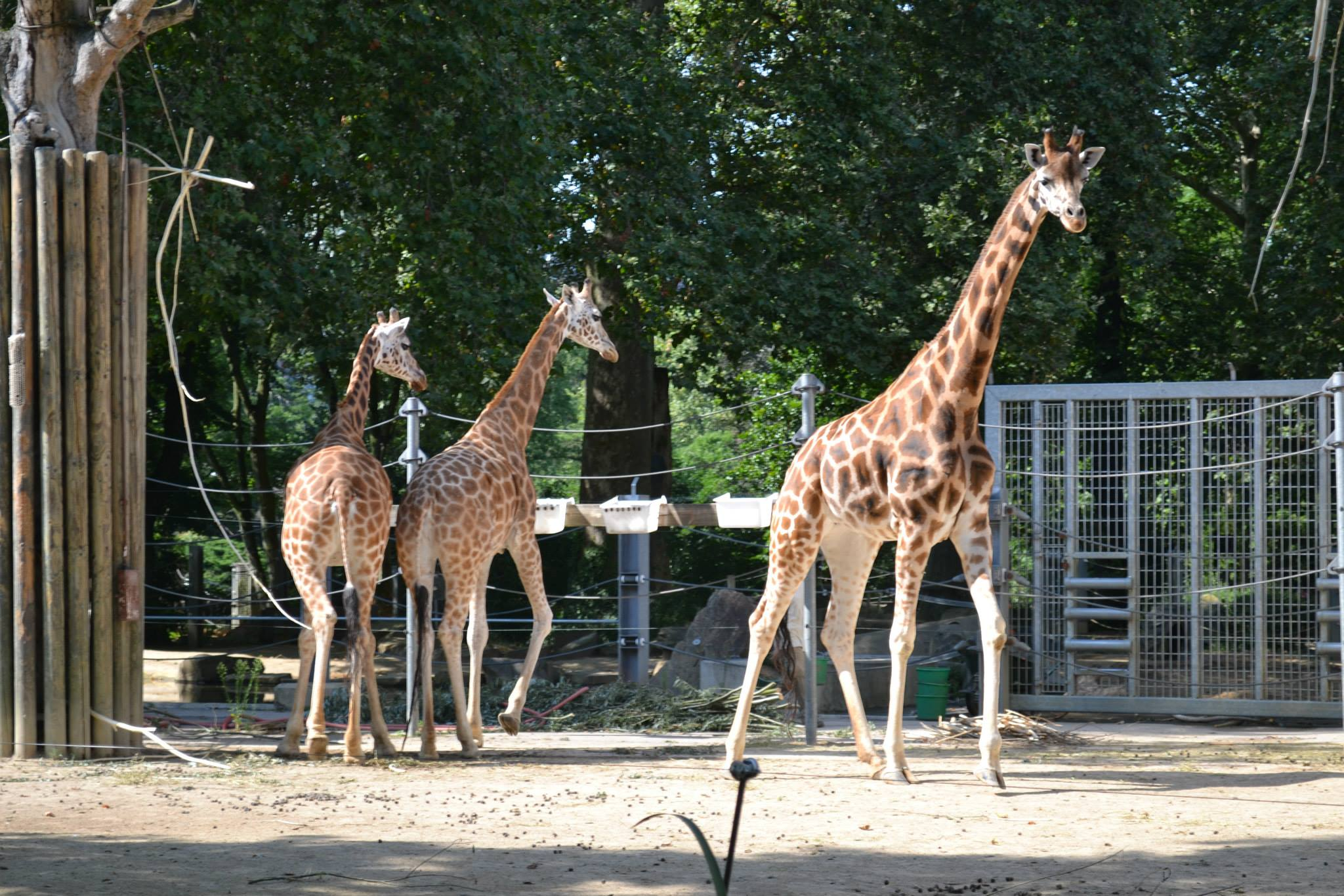
Giraffe

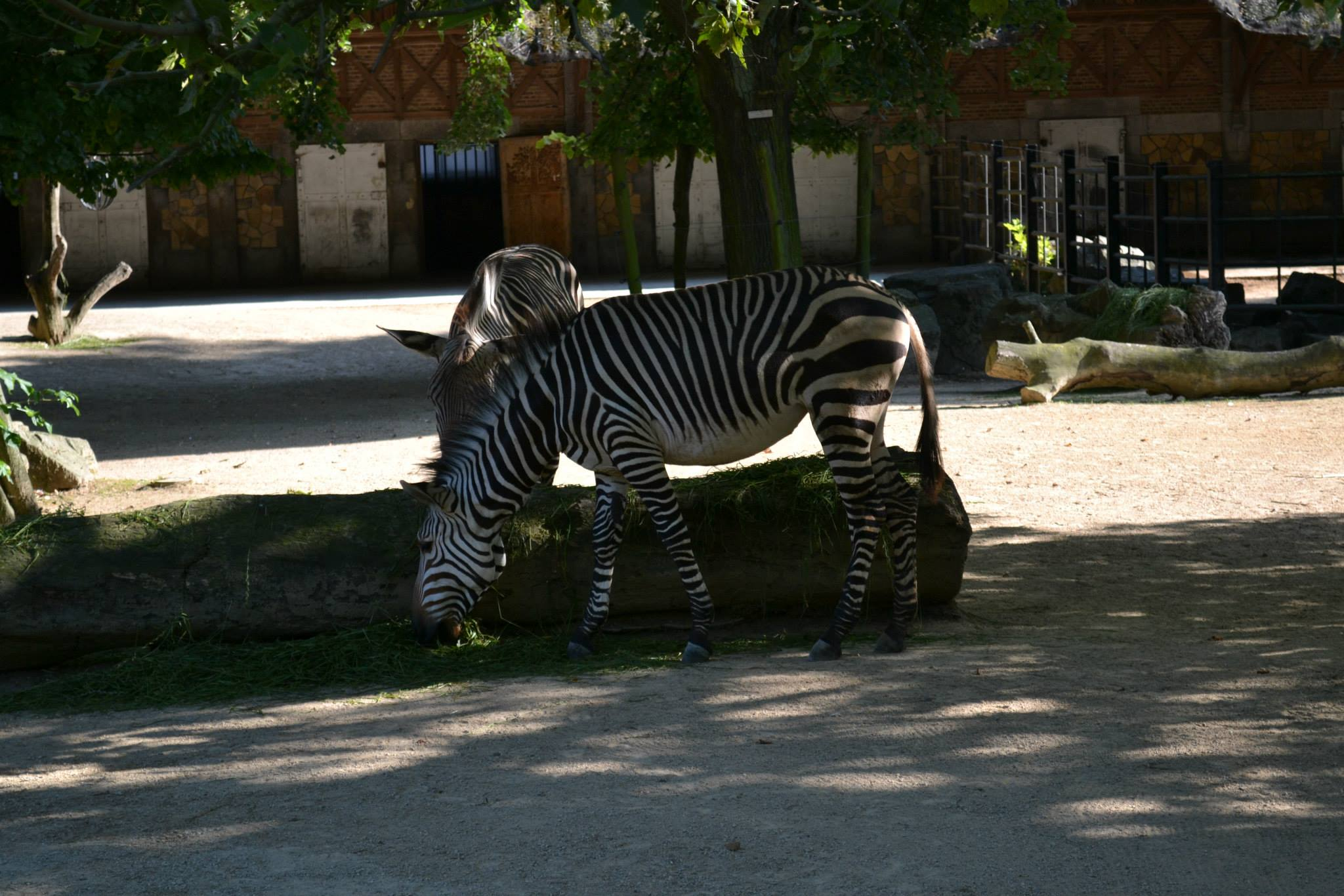
Zebra

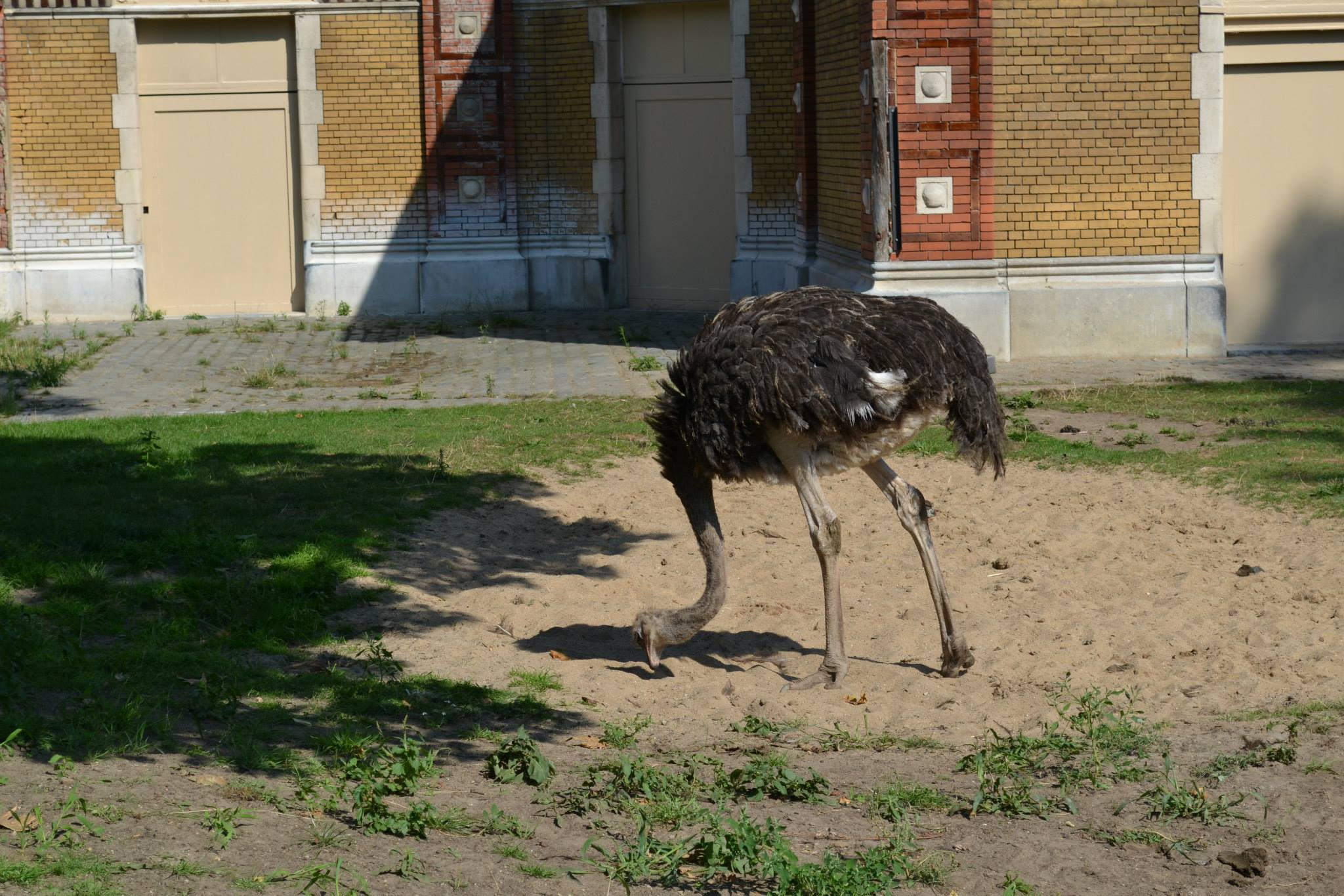
Struisvogel

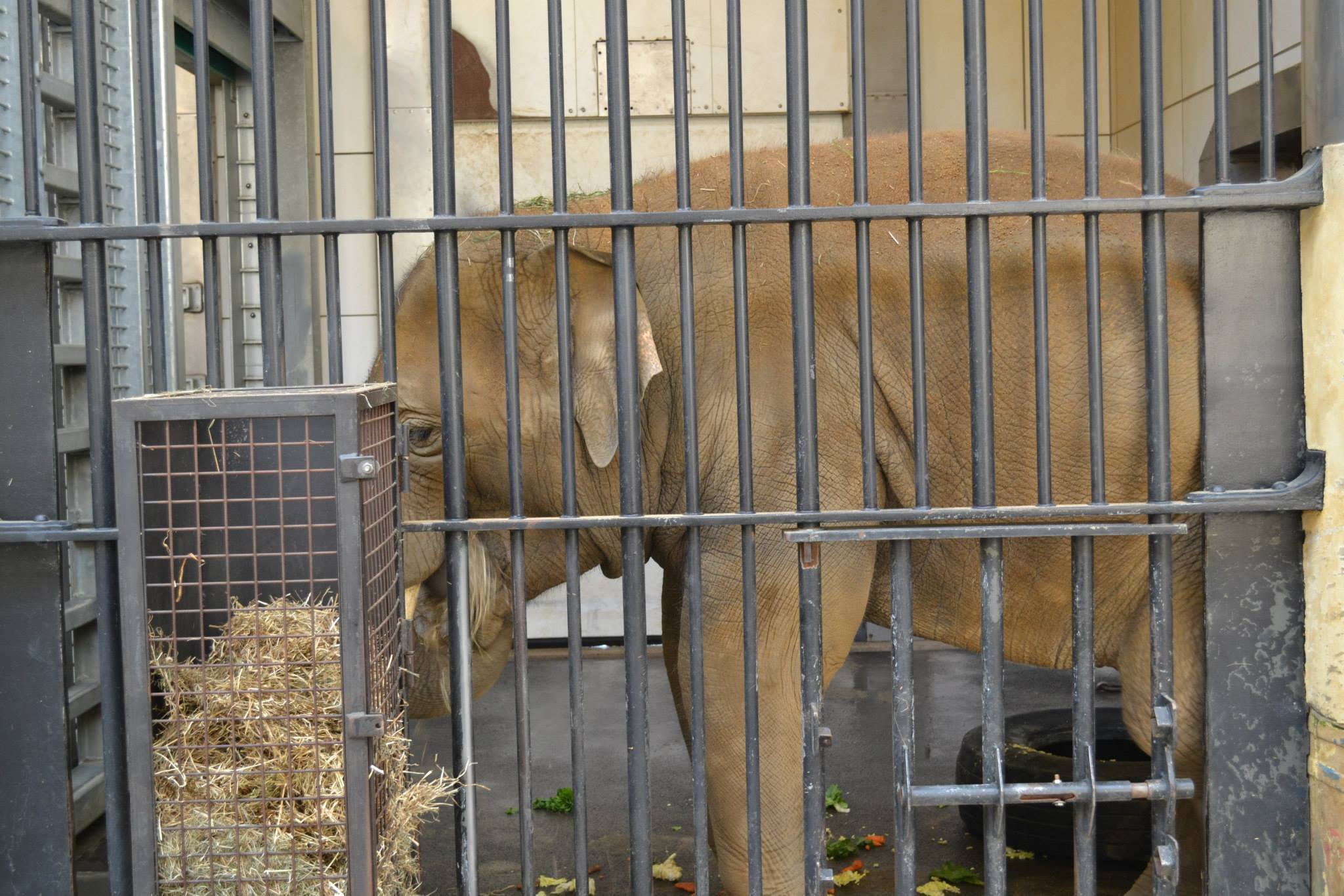
Aziatische olifant

Hoewel de Antwerpse zoo pas op 21 juli 1843 de deuren opende voor het publiek, werd het contract van de allereerste directeur Jacques Kets al afgesloten op 19 juni 1841. Pas op 1 maart 1843 werd de eerste anderhalve hectare grond in de toenmalige vijfde wijk Groenenhoek aangekocht, naast het toen pas opgetrokken houten station Borgerhout. Toen de dierentuin in 1843 de deuren opende, lag de ingang nog aan de Borgerhoutsesteenweg, de huidige Carnotstraat. Op dat moment was er naast de collectie opgezette dieren van Kets nog niet veel te zien: enkel wat geiten en paarden. In 1844 stond er in de zoo slechts één gebouw dat, naast de collectie van Kets, kooien bevatte voor roofdieren, een aantal apen, vogels en slangen. In 1847 arriveerde de eerste chimpansee - Susanne - in de zoo, een dier dat volgens kranten uit die tijd zelfs samen met de directeur dineerde. Populair was ook Jefke van de Zoölogie, een zwarte man die eerst vogelverzorger was en dan portier.
De Antwerpse zoo was reeds vanaf het begin een publieke dierentuin en dus in theorie toegankelijk voor iedereen. In de praktijk bleek dat niet het geval te zijn, waarvan de toegangsprijs van 1 frank - toen bijna een dagloon van een arbeider - getuige is. Zelfs wanneer "de gewone burger" het geld wel had, was de kans groot dat hij aan de ingang botweg geweigerd werd. De directie ontving zelfs klachten van de hoge burgerij wanneer kindermeisjes of huispersoneel in de zoo rondliepen. De zoo was op dat moment in de eerste plaats een sociale ontmoetingsplaats en dan pas een tuin met exotische dieren. Hierin kwam pas in 1862 verandering toen men op paasmaandag, de eerste zondag na Pinksteren en de tweede zondag van augustus de prijs zodanig verlaagde dat ook gewone burgers de zoo konden bezoeken. Bovendien werden vanaf dan ook scholen uitgenodigd voor een bezoek aan de tuin. Op meer toegevingen zou "de gewone burger" nog moeten wachten tot na de Eerste Wereldoorlog.
Vanaf de opening in 1843 tot 1850 gebeurden er meer dan 240 schenkingen aan de Antwerpse stadsdierentuin. Sommige schenkers ondernamen zelf reizen naar exotische oorden om dieren voor de zoo te verzamelen. Veel van de verzamelde dieren overleefden in de negentiende eeuw de lange reizen echter niet. De hoofdmoot van de dieren werd echter verkregen via de toen nog internationaal florerende dierenhandel. Om voldoende kapitaal te hebben en bijgevolg dieren te kunnen aankopen, verkocht de dierentuin op dat moment ook zelf pasgeboren dieren. In de jaren 1870 vormde dergelijke verkoop zelfs meer dan 50 procent van de inkomsten, wat de totale inkomsten uit dierenverkoop tegen 1893 deed oplopen tot 9,5 miljoen frank.
Het zat echter niet altijd mee voor de jonge dierentuin. In 1868 ontsnapte een tijger uit de dierentuin en in 1885 liet een verzorger het leven nadat een neushoorn zich op hem gestort had. In 1881 deed zich ook nog eens de grootste ramp op het gebied van de dierencollectie zich voor: in de nacht van 11 januari liep er iets mis met de verwarming in het apengebouw en het hele gebouw brandde af. Maar liefst 79 kleine en grote apen lieten het leven, waaronder de op dat moment in dierentuinen zeer zeldzame en waardevolle orang-oetan.
De zoo werd echter ook fors uitgebreid. Tussen 1843 en 1854 kwamen er 7,3 hectare grond bij en tussen 1860 en 1884 nog eens 1,7 hectare. Dat liet zich ook merken aan de bezoekerscijfers, die stegen van 50.000 bezoekers in 1850 tot 500.000 vlak voor de Eerste Wereldoorlog. Meer grond betekende ook meer gebouwen en vanaf 1850 werd er serieus bijgebouwd in de dierentuin. In 1850 werd het apengebouw geopend en in 1855 de Egyptische Tempel voor de olifanten. In 1852 kwam de eerste olifant aan in Antwerpen; ze kreeg de naam Jacqueline. Haar skelet werd lange tijd tentoongesteld in de Egyptische Tempel en na restauratie werd ze bewaard in het archief onder de zoo. Het huidige globale uitzicht werd reeds in die periode bepaald door toenmalig directeur Jacques Vekemans (directeur van 1865 tot 1888). Onder zijn leiding werd in 1867 een Indische tempel gebouwd voor de antilopen, in 1870 een paleis geopend voor de roofdieren en in 1885 werden het nijlpaardengebouw en de Moorse Tempel uit de grond gestampt.
Ook na Vekemans gingen de bouwwerken nog even verder. In 1893 kwam er een gebouw voor exotische vogels en in 1903 openden ook de gebouwen voor de administratie, het restaurant Paon Royal en de concertzaal op het Koningin Astridplein. Uit die periode stamt ook de monumentale hoofdingang. Bovendien werd in 1903 gestart met de aanleg van het hoefdierenperk en de bouw van het aquarium en het reptielengebouw. De gebouwen aan het Koningin Astridplein kwamen er als directe reactie op de bouw van het nieuwe Centraal Station, dat in 1905 de deuren opende. Alhoewel het nieuwe station ervoor zorgde dat meer bezoekers de zoo kunnen bereiken, zorgde het er eveneens voor dat de stadsdierentuin in die richting ook niet meer kan uitbreiden.
Al in 1907 informeerde de zoo bij de secretaris-generaal voor Congolese Zaken naar de pas in 1901 voor het eerst beschreven okapi. Er werd een poging ondernomen een exemplaar naar Antwerpen te verschepen, maar het dier kwam nooit aan in de zoo.

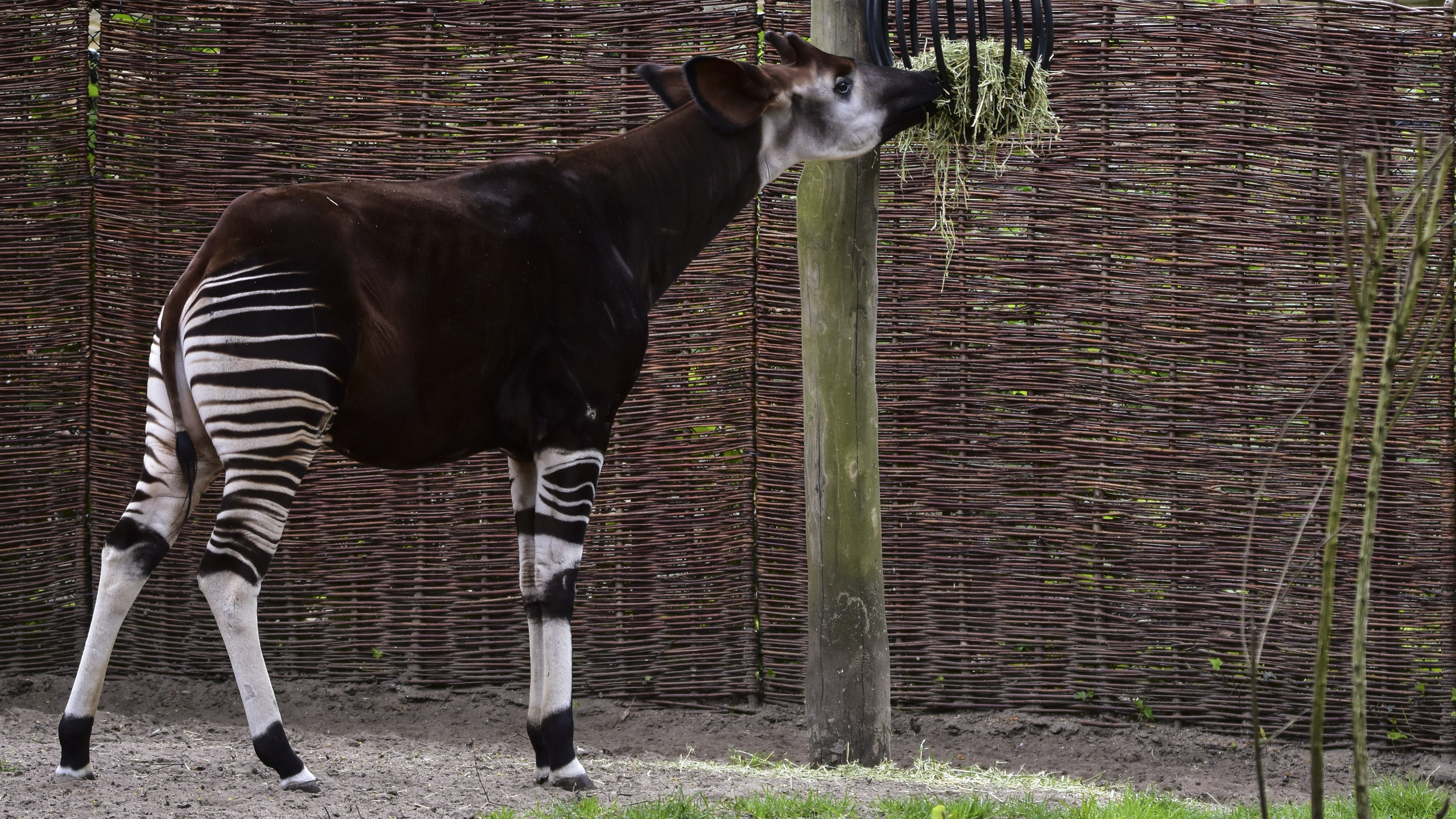
Okapi

### Dierentuin in staat van oorlog
Begin augustus 1914 vielen Duitse troepen België binnen en tegen eind augustus werd Antwerpen gebombardeerd door zeppelins. Al vanaf het eerste bombardement werden de gevaarlijke roofdieren, zoals de leeuwen, uit hun buitenverblijven gehaald. Op 7 oktober werden, op bevel van de provinciegouverneur, al 32 dieren doodgeschoten. Niet alleen de leeuwen, maar ook de tijgers, panters, jaguar, wolf en de hele verzameling gifslangen werden vernietigd. In de eerste plaats werd deze beslissing genomen om te voorkomen dat de dieren zouden ontsnappen als het gevolg van een bombardement. Ten tweede vreesde men dat de Duitsers de dieren in handen zouden krijgen en ten derde vond men het beter de dieren snel uit hun lijden te verlossen dan ze achteraf te zien doodbloeden door granaatscherven, omkomen in een brand of sterven van de honger.
Na de capitulatie van Antwerpen op 10 oktober en gedurende de hele periode van de Duitse bezetting, bleef de zoo gewoon open. Het aantal dieren bleef echter dalen. Door de schaarste van voedsel en grondstoffen zag de directie zich genoodzaakt de minder waardevolle soorten te gebruiken als voedsel voor de roofvogels en er kon niet langer voorzien worden in het dieet van de exotische vogels. Tegen het einde van de oorlog was men zelfs verplicht de buffels, antilopen en andere herkauwers te slachten: de voedselschaarste in Antwerpen kreeg voorrang en eten voor de dieren was bovendien te duur geworden.
De oorlog betekende ook een financiële ramp voor de dierentuin. Om een dreigend faillissement af te wenden, besliste het bestuur van de KMDA om de rijkelijk gedecoreerde feestzaal een nieuwe bestemming te geven. Ze werd vanaf 1915 omgetoverd tot een bioscoop onder de naam Cine Zoologie (ook Cinema of Kinema Zoologie genaamd). Met de inkomsten van de bioscoop kon het faillissement vermeden worden.
Bij de bevrijding van Antwerpen was de collectie van de zoo geslonken tot 19 procent van het vooroorlogse aantal. Het merendeel daarvan bestond uit vissen. Bovendien waren tal van gebouwen zwaar beschadigd tijdens bombardementen van het Centraal Station.
De oorlog mocht dan wel grote schade aangericht hebben aan de zoo, maar directeur Michel L'Hoëst senior en zijn team begonnen via leningen en de opbrengst van openbare evenementen vrijwel onmiddellijk aan de wederopbouw. De Rotterdamse dierentuin had tijdens de oorlog 25 dieren geadopteerd, die toen teruggebracht werden, samen met een aantal antilopen en meerkatten om de collectie aan te vullen. Dergelijke solidariteit kwam er ook vanuit de dierentuinen van Kopenhagen, New York, Buenos Aires en Dublin. Tal van diersoorten werden zo aan de collectie toegevoegd, waaronder ijsberen, een poolvos, moeflons, kangoeroes, lama's, bizons, coyotes, bruine beren, leeuwen, een jaguar, een chimpansee en andere apensoorten. Dankzij de kolonie Belgisch Congo wist de zoo twee olifanten en nog 30 andere Afrikaanse dieren te verkrijgen. Zo waren er uiteindelijk in 1921 al meer dieren dan voor de oorlog het geval was en het aantal bleef stijgen. Intussen werd ook het beschadigde patrimonium heropgebouwd.
In 1919 was de aankomst van de eerste okapi, met de naam Buta, een wereldprimeur. De Zoo had als eerste dierentuin een okapi in bezit. Het dier stierf echter al na vijftig dagen. Okapi Tele arriveerde in 1928 en bleef veel langer in leven (in 1943 stierf ze een hongerdood vanwege de Tweede Wereldoorlog). Tussen 1920 en 1960 zouden uiteindelijk 30 hengsten en 18 merries naar de dierentuin getransporteerd worden. Vooral in de beginjaren stierven veel van de dieren.
In 1939 brak de Tweede Wereldoorlog uit en in 1940 vielen de Duitse troepen België binnen. Opnieuw werden tal van dieren - waaronder leeuwen, tijgers en jaguars - preventief doodgeschoten. Tot overmaat van ramp vroren veel waardevolle dieren dood in de winter van 1940 en raakten vliegende bommen het aquarium, het reptielengebouw en het vogelgebouw tegen het einde van de oorlog. Ook het nijlpaardengebouw, de wintertuin en het museum werden in de loop van de oorlog vernield door bommen en het dak van de Egyptische Tempel was ingestort. Niettemin slaagde men er toch in 40% van de dieren te behouden.

### Heropbouw en crisisjaren

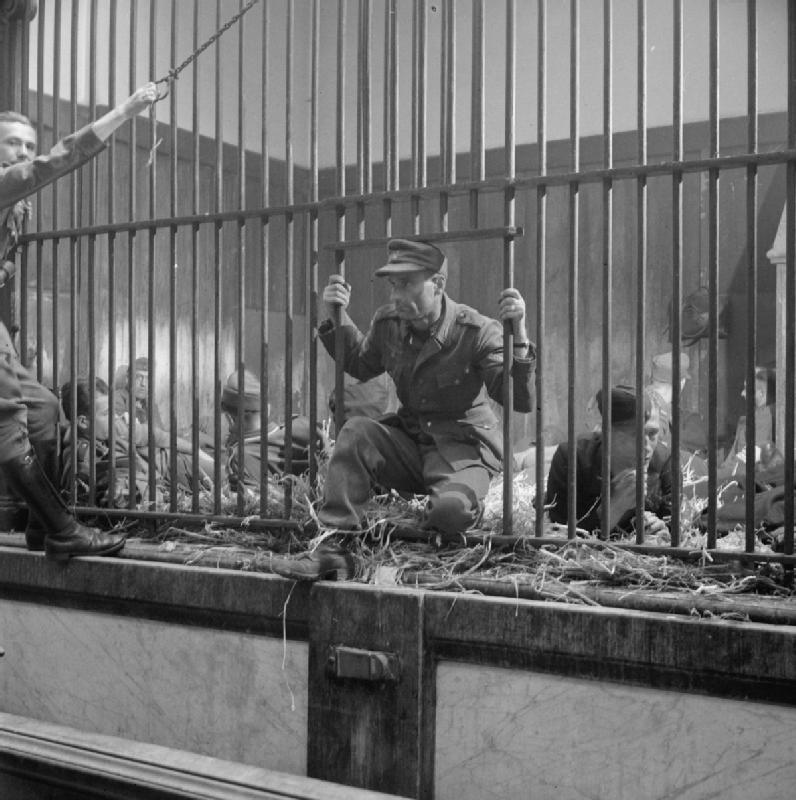
Pas bevrijde Antwerpenaren sloten Duitse gevangenen en Belgische collaborateurs op in leeuwenkooien (foto: Imperial War Museum)

In september 1944, toen de overheid haar ordediensten nog niet op orde had, en verzetsgroeperingen het recht in eigen hand namen, gebruikten deze de leegstaande kooien van de Zoo om echte en vermeende collaborateurs in op te sluiten. Vooraleer aan een heropbouw gedacht kon worden, deed de dierentuin eind 1944 nog dienst als legerbasis voor de Engelse troepen. In 1945 werd de zoo hiervoor wel bedankt in de vorm van twee olifanten met de toepasselijke namen Monty en Ike. Monty en Ike waren ook de bijnamen van respectievelijk de Britse generaal en veldmaarschalk Bernard Montgomery en de toenmalige opperbevelhebber van de geallieerde strijdkrachten en latere president van de Verenigde Staten Dwight Eisenhower.
In 1947 richtte een brand extra schade aan waarbij de kleine inkomhal verwoest werd, de Marmeren Zaal zwaar beschadigd raakte en 150 opgezette vogels verloren gingen. Voor de noodzakelijke heropbouw na de oorlog maakte de nieuwe directeur Walter Van den Bergh gebruik van het advies van wetenschappers om de zoo omtrent verzorging van de dieren en de inrichting van hun verblijven. De vroegere stalen tralies tussen mens en dier werden zo veel mogelijk vermeden en vervangen door natuurlijke barrières. Het nieuwe vogelgebouw, met daarin de donkere gang, opende al in 1945 de deuren. Vanaf 1948 kwam er ook verbetering in het overbrengen en houden van okapi's in de zoo. Dankzij een transitstation in Congo kon men de dieren beter medisch begeleiden en controleren of ze gezond genoeg waren om de reis te overleven.
In 1952 volgde de opening van het herstelde nijlpaardengebouw en in 1959 het mensapengebouw. Een van de bekendste dieren die de Zoo ooit huisvestte was de gorilla Gust. In 1970 volgde een compleet nieuw complex aan de kant van het station met verblijven voor onder andere leeuwen, tijgers, ijsberen, bruine beren, roofvogels en nachtdieren. Datzelfde jaar opent ook het dolfinarium Aquaforum de deuren. Onder het directeurschap van Van den bergh startte de zoo ook met de eerste kweekprogramma's van zeldzame en bedreigde diersoorten, waaronder de congopauw in 1962 en de okapi in 1977. In 1978 werd nog een nieuw gebouw ingehuldigd voor de kleinere apensoorten.
De investeringen bleken vruchten af te werpen. Waar de zoo in 1946 nog 527.000 bezoekers wist aan te trekken, liep dat in 1948 al op tot bijna een miljoen en rond 1970 al anderhalf miljoen. Op de Wereldtentoonstelling van 1958 in Brussel, kreeg de zoo in haar eigen paviljoen bovendien nog eens 287.000 bezoekers over de vloer. Toen in 1973 oliecrisis uitbrak daalden de bezoekersaantallen. De KMDA, en bijgevolg haar Antwerpse dierentuin, kreeg het financieel erg moeilijk. In 1983 wist toenmalig directeur Fred Daman een overheidssubsidie van 12 procent los te krijgen, genoeg om ervoor te zorgen dat de zoo de economische crisis kon overleven.

### Bescherming en modernisering
Op 26 maart 1975 werd ZOO Antwerpen bij koninklijk besluit erkend als een beschermd landschap. Op 14 januari 1984 werd de complete dierentuin erkend als historisch monument, wat ook betekende dat er extra geld voorhanden kwam voor het onderhoud van de tuinen en gebouwen. Na jarenlange ervaring in het kweken van okapi's, werden in de jaren 80 laatste exemplaren uit het wild gehaald, ook al waren deze bedreigd. In 1990 werd de zoo de beheerder van het officiële stamboek van deze soort.
Vanaf 1996 raakte de zoo echter weer in financiële problemen, gedeeltelijk te wijten aan de terugval van het aantal bezoekers door de slechte bereikbaarheid van de zoo via het openbaar vervoer tijdens de grootschalige werken aan het station Antwerpse-Centraal. In 1997 openden de deuren van het zuidpoolbiotoop Vriesland, dat vanaf dan drie pinguïnsoorten zou huisvesten. In 1999 volgde een forse uitbreiding van het olifantenperk en de gehele zone rond de Egyptische tempel. Er waren vanaf dan olifanten, giraffen en Arabische oryxen terug te vinden. In 2001 erkende de Vlaamse overheid echter dat de dierentuin niet enkel belangrijk is als toeristische attractie, maar ook als centrum voor onderzoek en natuurbehoud. Een beheersovereenkomst werd gesloten en de zoo kreeg meer ondersteuning. Ook met de provincie en stad Antwerpen werden op dat niveau afspraken gemaakt.
Dat alles resulteerde in 2003 in een compleet vernieuwd moerasbiotoop voor de nijlpaarden, kroeskoppelikanen, tapirs en moerasvogels.
Op 17 mei 2009 werd in ZOO Antwerpen, en voor het eerst in België, een olifant geboren. De babyolifant werd Kai-Mook genoemd en is sinds juni 2012, samen met de rest van haar familie verhuisd naar Planckendael.

### Uitbouwingen
Op 22 februari 2007 hield ZOO Antwerpen een persconferentie over de noodzakelijke uitbreiding van het park. De KMDA (Koninklijke Maatschappij voor Dierkunde Antwerpen) kocht 31 aangrenzende woningen op aan de Ommeganckstraat om later te slopen en de vergroting van de dierentuin mogelijk te maken. De oppervlakte van de zoo zou met 10% vergroten (1,5 hectare).
Voor de inrichting van deze oppervlakte wonnen de Gentse architecten Paul Robbrecht en Hilde Daem de grote architectuurwedstrijd waaraan meer dan 105 binnen- en buitenlandse architecten deelnamen. De bedoeling is dat het gebied de komende 10 jaar geleidelijk aan zal worden opgebouwd met onder andere een Afrikaanse savanne. De vergroting van de dierentuin is in de eerste plaats van belang voor de dieren zelf. Vooral de okapi's, knobbelzwijnen, giraffen, olifanten, leeuwen en chimpansees zullen gunstige gevolgen van de werken ondervinden. De ontwikkeling van dit nieuw gebied zal zo'n 30 miljoen euro kosten.
Een eerste fase van het plan, dat de naam KMDA 2020 kreeg, zal eind 2012 van start moeten gaan onder de naam "Zone Z" met als geplande opleverdatum 2014. Zone Z omvat de restauratie van het rundergebouw en situeert zich ook rond het varkens-, lama- en het neushoornverblijf en de Egyptische tempel. Tegelijkertijd zal de hele omgeving van deze gebouwen heringericht worden en zal het hoofdrestaurant van de dierentuin verhuizen naar de omgeving van het rundergebouw. Ook zal in samenspraak met de betrokken autoriteiten een herdacht plan uitgewerkt worden.

## Parkaanleg

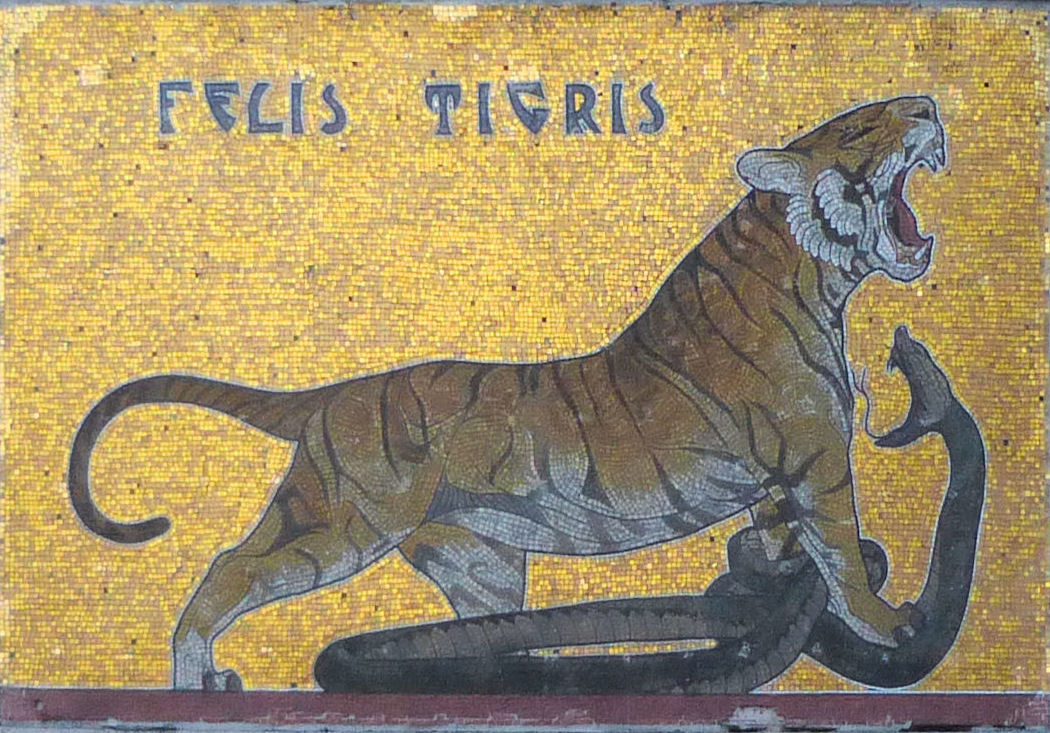
Mozaïek "Felis Tigris" door Henri Verbuecken, hoofdingang van ZOO Antwerpen

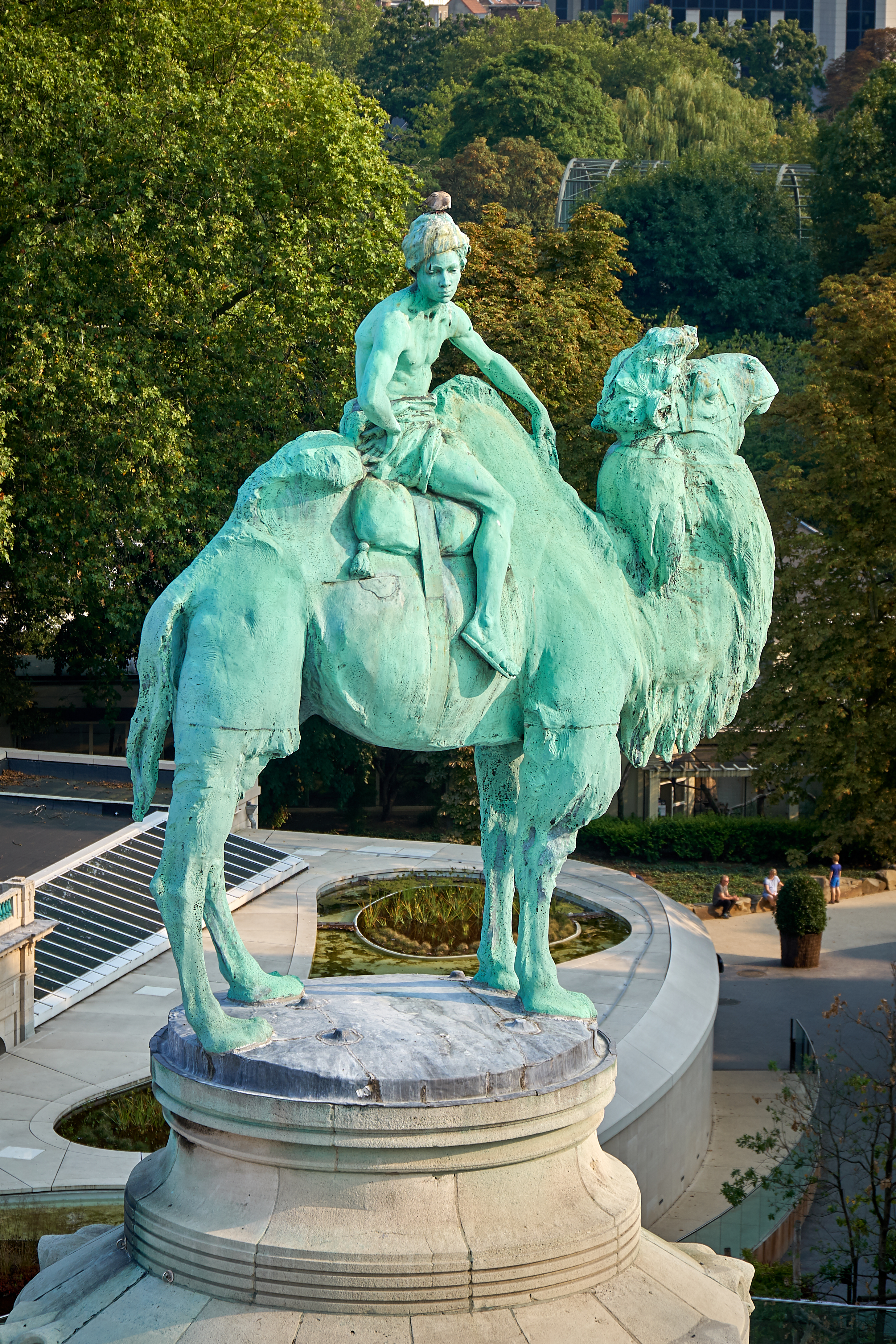
"De Kameeldrijver", door Josue Dupon

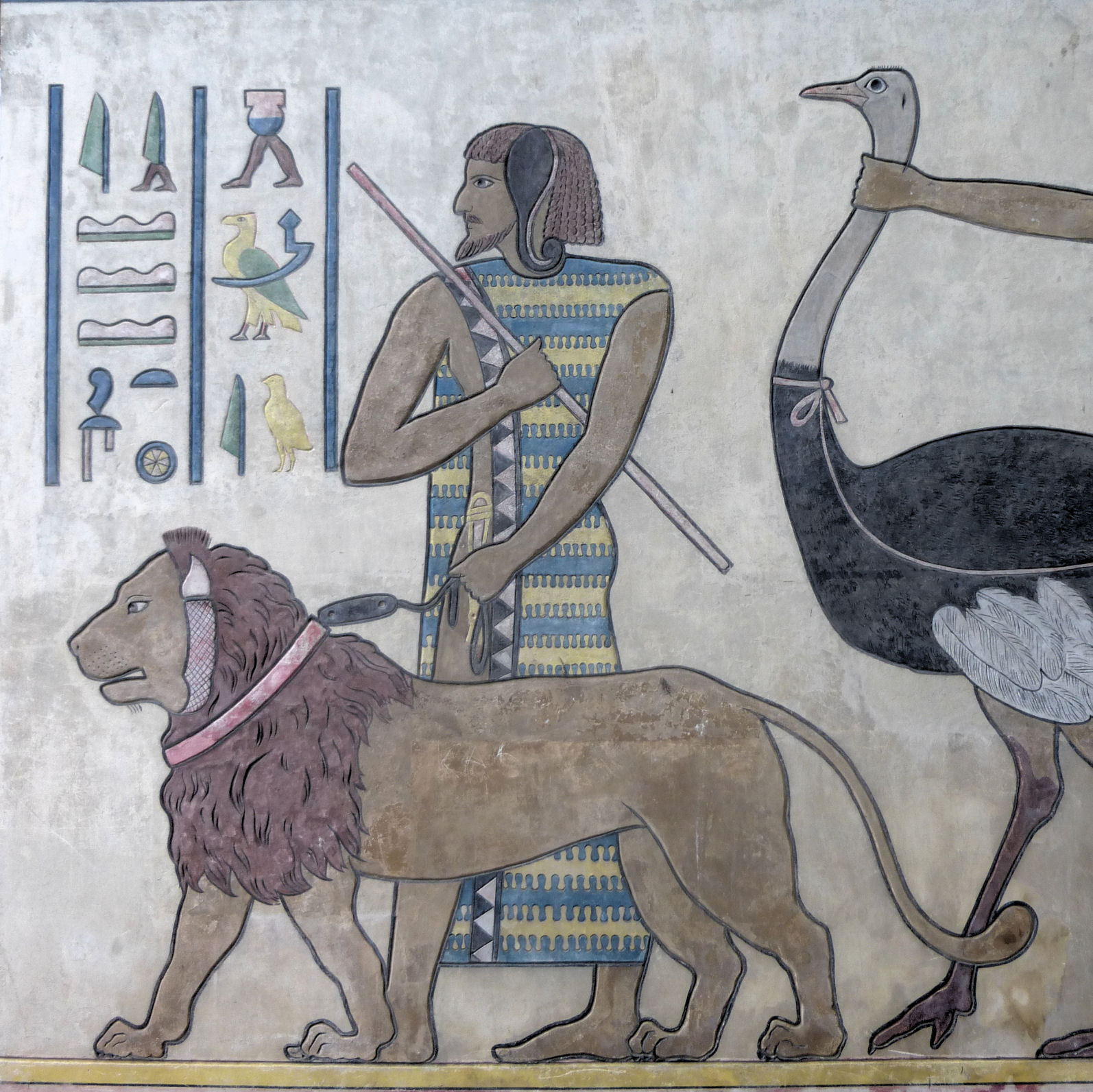
Hiërogliefenontwerp van Delguer, Egyptische tempel

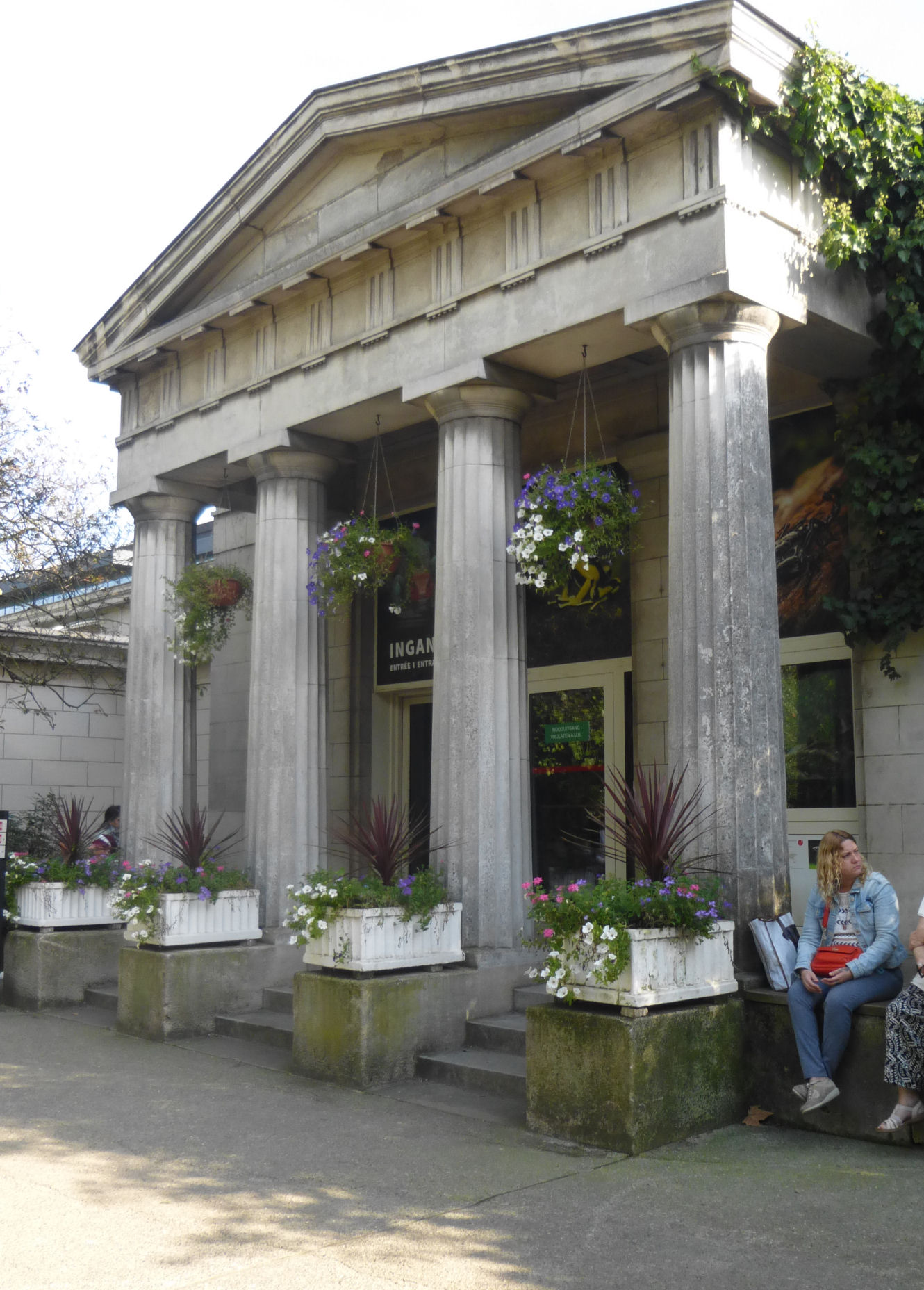
Ingang van het reptielengebouw, in griekse stijl

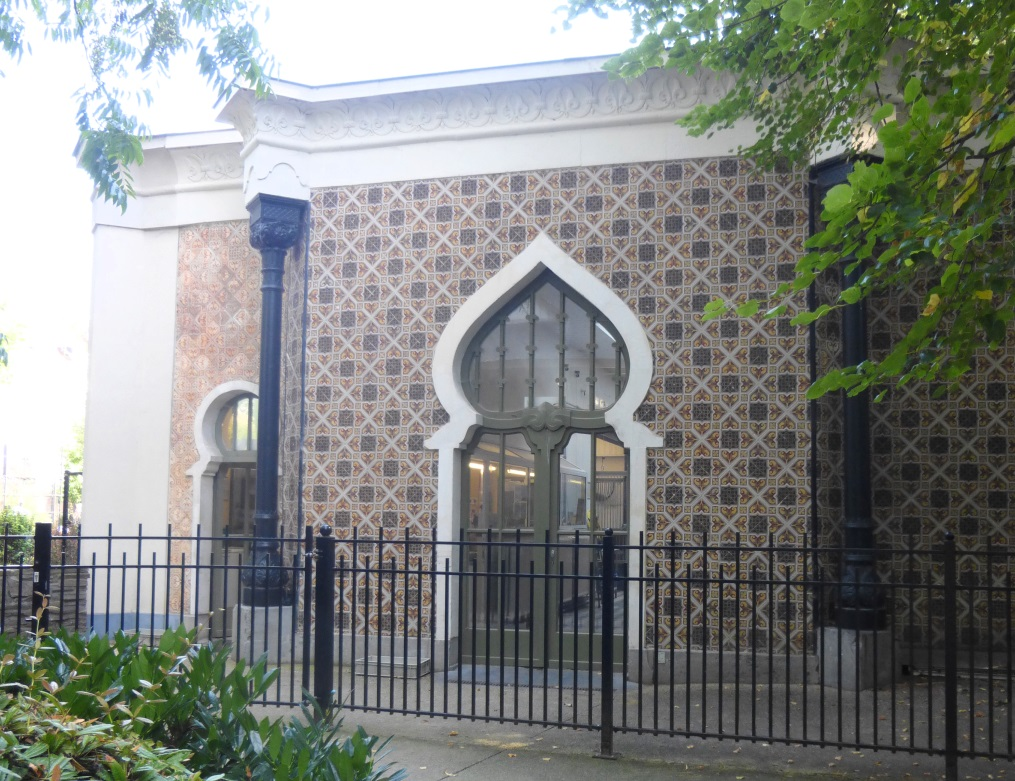
De Moorse tempel, versierd met polychrome cementtegels

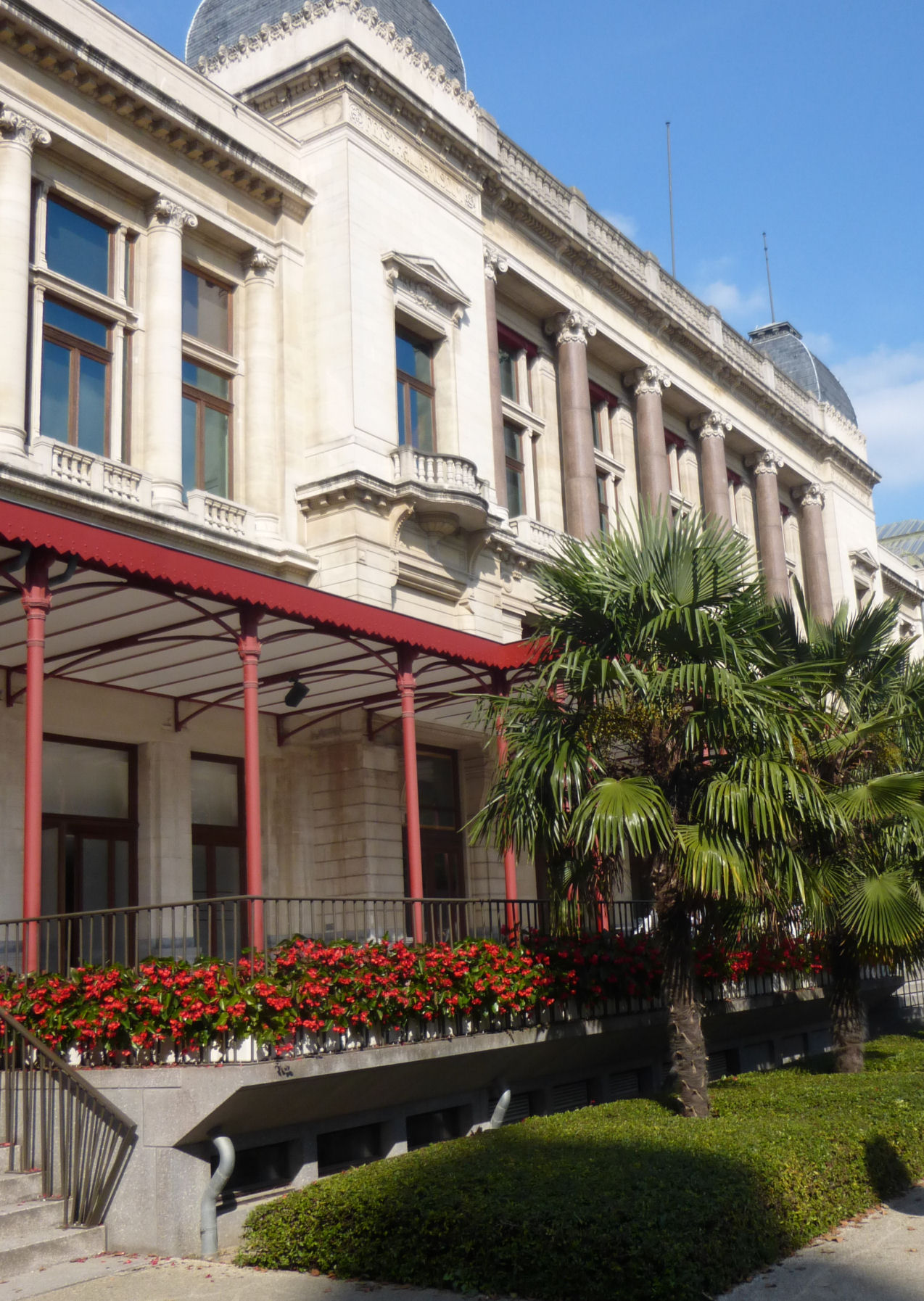
Het feestzaalcomplex

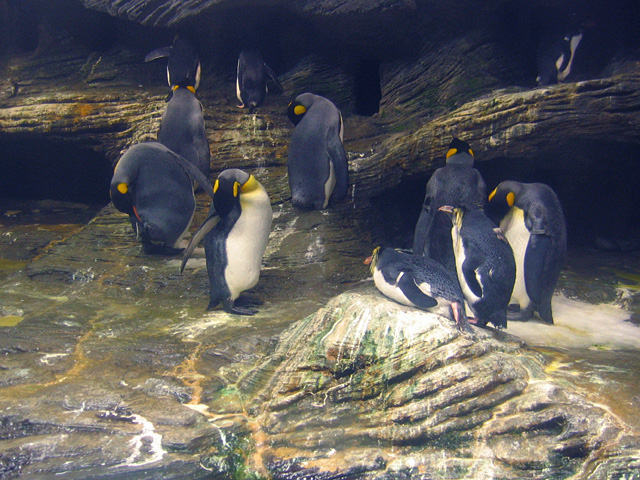
Vriesland met konings-, ezels- en macaronipinguïns

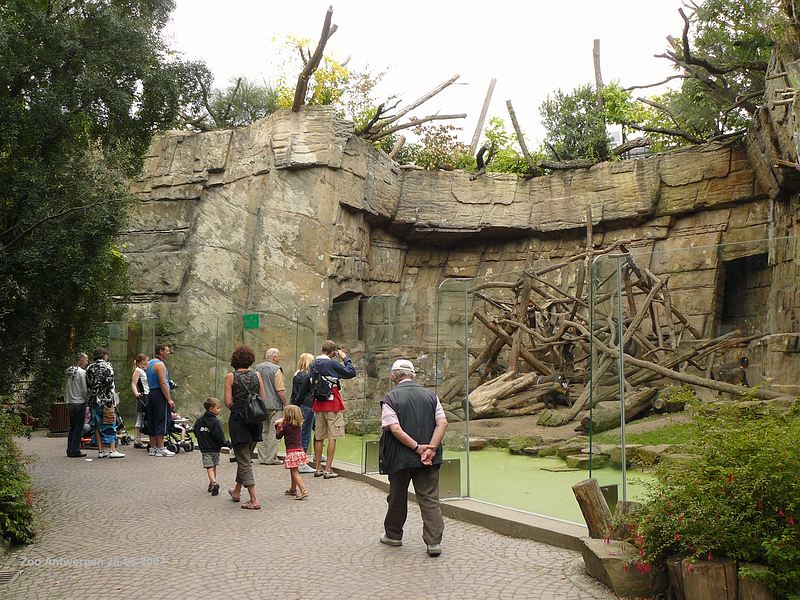
Buitenverblijf mandrils

Als zevende oudste dierentuin in Europa behoort ZOO Antwerpen samen met Tiergarten Schönbrunn (1752), de Parijse Zoo (1794), London Zoo (1828), Dublin Zoo (1831), Bristol Zoo (1836) en Artis (1838) tot de oudste dierentuinen ter wereld.

### Kunstverzameling
De KMDA heeft een omvangrijke verzameling schilderijen en beeldhouwwerken. Een groot deel hiervan werden door verschillende directeuren aangekocht, sinds Jacques Kets (1785-1865). Tot de bekendste werken behoren "De Kameeldrijver" van Josuë Dupon en "Felis Tigris" van Henri Verbuecken.
Andere kunstenaars in de verzameling:
- Jules Pecher
- Jef Lambeaux
- Charles Servais
- Alberic collin
- Rembrandt Bugatti
- Lode Eyckermans
- Jozef Geefs
- Jaap Kaas

### Architectuur
Onder meer door het grote aantal historische gebouwen en de verzorgde aanleg van de tuinen is de zoo sinds 14 januari 1984 erkend als monument. De volgende gebouwen en verblijven zijn hierdoor beschermd:
- Aquarium (1911): Huisvest nog steeds talloze vissoorten. Het aquarium onderging in 2005, 2007 en van 2011 tot 2015 uitgebreide restauraties.[16][17][18][19][20]
- Egyptische Tempel (1856): De tempel, die werd inghuldigd door koning Leopold I, wordt door orientalisten en kunsthistorici beschouwd als een van de meest waardevolle neo-Egyptische gebouwen uit West-Europa.[21] Het is gebouwd als verblijf voor neushoorns, olifanten, dromedarissen, giraffen, zebra's, nijlpaarden en tapirs, en later ook gebruikt voor onder andere De Bruijnpademelons, laaglandanoa's, Arabische oryxen, struisvogels en okapi's. Gerestaureerd tussen 1984 en 1988 en nogmaals in 2015. Anno 2022 huisvest de tempel twee jonge mannelijke Aziatische olifanten en drie vrouwelijke giraffen.[22][23][24][25]
- Lamagebouw (1890): Origineel gebruikt voor onder andere lama's, alpaca's, guanaco's, wapitiherten en kamelen. Sinds eind jaren '90 niet meer bewoond en gebruikt als opslagplaats.[26]
- Bizon- en watusistallen (1937): Twee gelijkaardige gebouwen gesitueerd voor het rundergebouw die lange tijd gebruikt werden als stal voor bizons en watusirunderen. Sinds 2005 zijn deze verblijven samengevoegd met de perken voor het rundergebouw en worden de stallen niet meer bewoond.[25][27][28] In een van de gebouwen is sinds 2020 een winkeltje gevestigd.
- Hertengebouwen (circa 1900): Een drietal stallen origineel gebruikt voor de huisvesting van verschillende hertensoorten. Grotendeels heropgebouwd na de Tweede Wereldoorlog.[29] Tot 2016 nog gebruikt voor de huisvesting van dybowskiherten, tegenwoordig deels omgevormd tot speeltuin en deels bewoond door Griekse landschildpadden.
- Ingang van de Zoo (1903): Vervanging van de originele ingang aan de Borgerhoutsesteenweg naar aanleiding van de bouw van het Centraal Station.[30]
- Jubileumcomplex (1968): Gebouwd naar aanleiding van het 125-jarig bestaan van de Zoo aan de zijde van de dierentuin die tegen het Centraal Station ligt. Het complex bevatte de volgende verblijven:
  - Berenverblijven: Deze terrasverblijven bevatten bij opening Kamtsjatkaberen en ijsberen en vervingen de oude berenverblijven tussen de Egyptische Tempel en de aalscholvervijver die in 1972 werden afgebroken.[31] Na de verhuis van de laatste ijsbeer in 2005, werd het verblijf tijdelijk ingericht voor wasberen en later verbouwd en uitgebreid voor brilberen en neusberen.[19]
  - Dolfinarium: Tot 1999 gebruikt voor de huisvesting van dolfijnen. Daaropvolgend werd het gebouw gerenoveerd en vanaf 2000 onder de naam 'Aquaforum' heringericht voor Californische zeeleeuwen.[32][33]
  - Nocturama (1969): Nachtdierenhuis met onder andere aardvarkens, tweevingerige luiaards en slanke lori's. Het gebouw werd vernieuwd in 2005, maar in 2019 werd het definitief gesloten.[7][32][34][35]
  - Roofdierencomplex: Omvatte bij opening terrasverblijven voor leeuwen en tijgers en een reeks kooien voor andere grote katachtigen zoals panters, jaguars en poema's.[32] De leeuwen verhuisden in 2011 naar het panoramapark[36] en de laatste tijgers overleden in 2015. De voormalige verblijven van beide soorten werden tot 2019 respectievelijk bewoond door wasberen en rode neusberen, terwijl de overige verblijven in het complex nog een jaguar en een amoerpanter huisvestten. Eind dat jaar verhuisden alle dieren uit het complex en worden alle verblijven samengevoegd tot een verblijf voor Siberische tijgers.[35]
  - Roofvogelvolières: Volières voor tal van uilen- en roofvogelsoorten.[32] Sinds 2019 zijn de volières onbewoond en zullen ze vervangen worden door een verblijf voor sneeuwpanters.[35]
- Kangoeroegebouw (1898): Gebouwd voor de huisvesting van kangoeroes en diverse andere kleine zoogdieren waaronder babiroessa's. In 1994 gerenoveerd en vanaf 2011 enkele jaren gebruikt voor congopauwen. Sinds 2015 wonen er koala's en een boomkangoeroe.[37][38]
- Melkerij (1898): Origineel gebruikt voor melkveehouderij, welke tot in de jaren '20 plaatsvond. In 1973 werd de benedenverdieping van het gebouw omgebouwd tot planetarium.[39] Sinds januari 2014 is het planetarium gesloten en is het gebouw in gebruik als restaurant.
- Mensapengebouw (1958): Gebouwd voor de huisvesting van mensapen waaronder bonobo's, gorilla's, chimpansees, siamangs en orang-oetans. Uitgebreid in 1971[40] en tussen 1987 en 1989 grootschalig verbouwd.[7][41] De grachten die origineel dienstdeden als barrière tussen de bezoekers en de apenverblijven werden bij deze laatste verbouwing vervangen door overdekte buitenverblijven waar dieren en bezoekers enkel door glas van elkaar gescheiden zijn. Sinds 2017 wordt het gebouw hoofdzakelijk bewoond door gorilla's en chimpansees, die beiden een nieuw buitenverblijf vlak bij het gebouw kregen. Tevens werden enkele kleinere verblijven ingericht voor onder andere steppeslurfhondjes en zebragrasmuizen.[42]
- Moorse Tempel (1885): Origineel gebouwd voor loopvogels waaronder struisvogels, nandoes, kasuarissen en emoes, maar sinds 1965 gebruikt als het verblijf van de okapi's.[43][44] Vanaf 2008 is het perk van de okapi's stelselmatig uitgebreid na de sloop van een aantal huizen in de Ommeganckstraat.[7]
- Neushoorngebouw (1890): Oorspronkelijk een paviljoen voor dromedarissen en kamelen. Tussen 1950 en 2001 gebruikt voor neushoorns en daarna nog bewoond door onder andere wallaby's, laaglandanoa's en struisvogels. Sinds 2016 is het gebouw onderdeel van de buffelsavanne en wordt gebruikt als binnenverblijf van de diverse vogelsoorten aldaar.[45][46][47]
- Nijlpaardengebouw (1885): Primair gebouwd voor nijlpaarden en doorheen de jaren ook bewoond geweest door onder andere waterbuffels, tapirs en pinguïns. Grotendeels verwoest tijdens de Tweede Wereldoorlog en herbouwd in 1952, enkel de binnenbassins van de nijlpaarden stammen nog uit het originele gebouw. In 2003 nogmaals vernieuwd en sindsdien onderdeel het moerasbiotoop Hippotopia, waar kroeskoppelikanen en Maleise tapirs terug te vinden zijn.[48]
- Panoramapark (1908): Oorspronkelijk gebruikt als perk voor diverse soorten hoefdieren. In 2011 deels omgebouwd tot een verblijf voor leeuwen en stokstaartjes en deels bewoond door alpaca's.[36][49]
- Reptielengebouw (1911): Herbergt een uitgebreide collectie reptielen en amfibieën, waaronder komodovaranen, mississippialligators en verschillende soorten slangen en pijlgifkikkers. Het gebouw werd in 1972 uitgebreid en opnieuw ingericht en is in 2006 nogmaals volledig vernieuwd.[16][50][51][52]
- Restaurant in neo-Lodewijk XVI-stijl (1903): De vroegere patisserie, vooraleer ze na vroegere verbouwingen en uitbreidingen in 1946, 1953 en 2007 uiteindelijk werd verbouwd tot het restaurant 'Flamingo'.[18][53][54]
- Resusapenpaviljoen (1901): Origineel bedoeld voor resusapen, achteraf lange tijd gebruikt voor lemuren en anno 2019 het verblijf van de boomstekelvarkens.[55][56]
- Roofvogelkooien (1855): Volières voor verschillende soorten roofvogels en uilen. Bevonden zich oorspronkelijk in de omgeving van het mensapengebouw, maar werden 2013 gedemonteerd en in de loop van 2018 en 2019 heropgebouwd achter de Moorse tempel voor de huisvesting van papegaaien.
- Rotondevolière (1879): Meermaals verbouwd sinds de originele opening, maar huisvest nog steeds tal van vogelsoorten, waaronder de rode flamingo en steltlopers. In de winter van 2013 op 2014 werd het hele gebouw gerenoveerd en werd een deel van de buitenvolières afgebroken om heringericht te worden voor een kolonie zwartvoetpinguïns.[57][58]
- Rundergebouw (1909): Origineel gebouwd als verblijf voor verschillende soorten runderen en andere evenhoevigen, waaronder zeboes, spiesbokken, gayals en bantengs.[59][60][61] De zolder van het gebouw was origineel in gebruik voor de opslag van hooi. De dierenverblijven voor het gebouw werden in 2005 uitgebreid en nog tot 2016 bewoond door zebra's en kafferbuffels.[19][62][63] In 2020 werd het gebouw aangepast voor de huisvesting van twee witte neushoorns.
- Secretariaatsgebouw (1899): Ledendienst en administratie van de KMDA.[64]
- Varkensgebouw (1890): Gebouwd voor de huisvesting van diverse soorten zwijnen.[65] Anno 2023 biedt het gebouw plaats aan knobbelzwijnen, stekelvarkens en een groep vosmangoesten.
- Vlaamse Tuin (1937): Beschermde tuin deels omsloten door de melkerij, het kangoeroegebouw en het resusapenpaviljoen.
- Vogelpaleis (1894): Grotendeels verwoest door bommen in de Tweede Wereldoorlog en in 1948 geheel vernieuwd en uitgebreid. Verdere renovatiewerken werden uitgevoerd in 2012 en 2013.[66][67][68]
- Zalen van de Zoo (1895-97): Complex met diverse feestzalen, met onder andere de zogeheten Marmeren Zaal, het voormalige museum en de wintertuin.
  - Wintertuin: Huisvest een grote botanische collectie. Tijdens de zomer en lente fungeert het gebouw ook als vlindertuin.
- Zeehondenverblijf (1908): Zoutwaterbassin met strand en waterval voor gewone zeehonden. Volledig gerestaureerd in 2012.[69]

Andere speciaal ingerichte gebouwen of verblijven in de dierentuin zijn:
- Berggebied (2005): Aanvankelijk verblijf voor takins en tahrgeiten[19], maar sinds 2023 bewoond door schroefhoorngeiten.
- Buffelsavanne (2016): Een doorloopvolière met kafferbuffels en diverse Afrikaanse vogelsoorten.
- Café-restaurant Paon Royal (1899): Sinds de oprichting een taverne/restaurant waar zowel bezoekers van de zoo als voorbijgangers binnen kunnen stappen. Het café-restaurant sloot in 2014 de deuren in het kader van de bouwwerken op de site van de voormalige Koningin Elizabethzaal.[70]
- Kleine apengebouw (1978): Gebouwd ter vervanging van het voormalige apenpaleis uit 1881.[7] Van het oude gebouw werden enkel de zuilen bewaard.[71] Het gebouw bevat buitenverblijven voor mandrils en bruinkopslingerapen. Alle andere soorten, waaronder goudkopleeuwaapjes en uilenkopmeerkatten, beschikken enkel over een binnenverblijf.
- Hippotopia (2003): Moerasbiotoop voor nijlpaarden, Maleise tapirs, kroeskoppelikanen en sinds 2013 ook beverratten.[72] Aanvankelijk huisden er gewone nijlpaarden, maar na 2024 dwergnijlpaarden.[73] Aansluitend ligt een doorloopvolière voor moerasvogels.
- Kiosk (1947): Al sinds de beginjaren van de dierentuin was er een kiosk op het plein voor het toenmalig zoölogisch museum. De huidige structuur dateert van 1947.[74]
- Vriesland (1997): Verblijf voor koningspinguïns, ezelspinguïns en macaronipinguïns. Oorspronkelijk bevatte het gebouw ook een verblijf voor zeeotters, maar dit werd van 2009 tot 2023 gebruikt voor zeehonden en sindsdien voor steuren en duikeenden.

## Dierencollectie

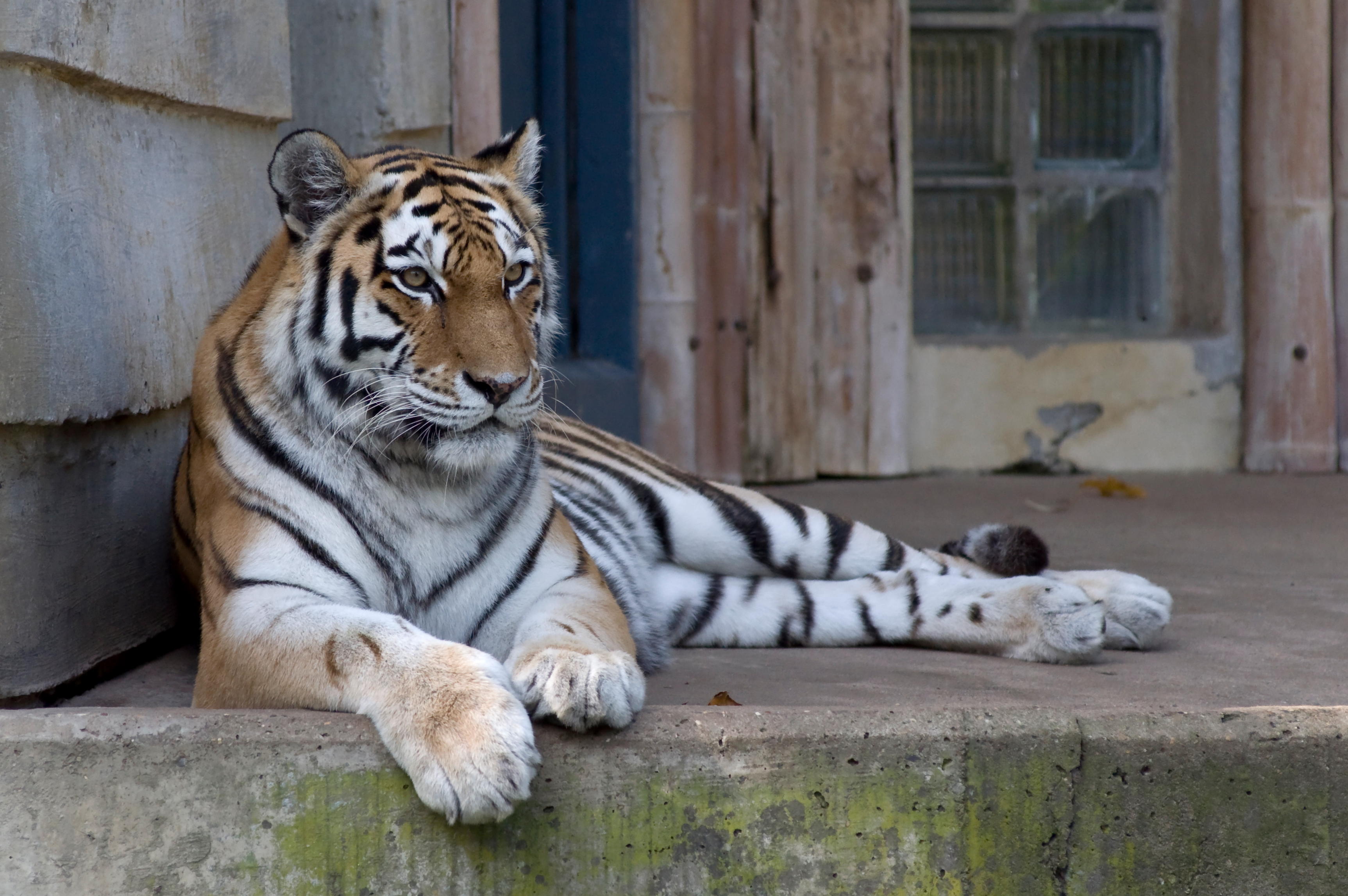
Een Siberische tijger in ZOO Antwerpen

## Fokprogramma's
ZOO Antwerpen is deelnemer aan het Europese Fokprogramma EEP en is daarbij Europees stamboekhouder van drie diersoorten:
- Soldatenara (Ara militaris);
- Europese monniksgier (Aegypius monachus);
- Fischers toerako (Tauraco fischeri).

Daarenboven is de dierentuin internationaal en Europees stamboekhouder van vier diersoorten:
- Okapi (Okapia johnstoni);
- Bonobo (Pan paniscus);
- Kongopauw (Afropavo congensis);
- Goudkopleeuwaapje (Leontopithecus chrysomelas).

De dierentuin coördineert wereldwijd de fokprogramma's in de andere dierentuinen voor deze diersoorten. ZOO Antwerpen was de eerste dierentuin ter wereld die in het bezit was van okapi's (sinds 1919). In het kader van fokprogramma's zijn in juni 2008 de vijf giraffen en in juni 2012 de vijf olifanten van de zoo naar een nieuw en groter verblijf te Planckendael verhuisd.

## Centre for Research and Conservation (CRC)
Het Centre for Research and Conservation (CRC), is een wetenschappelijk onderzoekscentrum voor natuurbehoud dat is opgericht door de KMDA zelf. ZOO Antwerpen en het dierenpark Planckendael beschikken dus over hun eigen onderzoekscentrum. Het verricht wetenschappelijk onderzoek in ZOO Antwerpen en het dierenpark Planckendael, maar ook op internationaal niveau, bijvoorbeeld BioBrazil in Brazilië en Projet Grands Singes in Kameroen. De instandhouding van diersoorten en hun natuurlijke biotoop is een uiterst belangrijke taak voor de KMDA. Het onderzoekscentrum krijgt subsidies van de Vlaamse Overheid en won al de EAZA Research Award in 2006.

## Bereikbaarheid
ZOO Antwerpen is door zijn ligging zeer goed bereikbaar met het openbaar vervoer. De dierentuin ligt vlak naast station Antwerpen-Centraal, de premetrostations Astrid en Diamant en de tramhalte Centraal Station.

## In de media
Reeds in 1910 werd een documentaire gemaakt, Een bezoek aan den dierentuin te Antwerpen. In 2014 maakte regisseur Antoine Luyten een korte introductiefilm.
De zoo was een onderwerp in verschillende documentairereeksen zoals Dieren in nesten, Zoo of love, De zoo: achter de schermen, Het leven zoals het is: de zoo en Leve de Zoo!.
De zoo is traditioneel een gewild decor voor tal van amateurfotografen en -cineasten.